# Лиманов, Есенгали Лиманович
Есенгали́ Лима́нович Лима́нов (20 августа 1930, Балуан, Северо-Казахстанская область — 6 марта 1992, Алма-Ата) — советский учёный-геолог, доктор технических наук, профессор, заслуженный деятель науки Республики Казахстан.
Первый в Казахстане доктор технических наук, защитивший диссертацию в области направленного бурения и глубоких скважин, выпускник Московского геологоразведочного института (МГРИ). Создатель «Высшей школы буровиков» в Казахстане. Один из известных учёных страны, которые признаны в мировой науке, в области техники разведки месторождений полезных ископаемых.

## Биография
Родился в селе Балуан, Северо-Казахстанской области. Был младшими ребёнком в семье муллы — Лимана Саутбек улы. В семье было шестеро детей: три старших брата и две сестры.
Двое родных старших брата — Нургали Лиманов и Касым Кожахметов, кроме Сейтена Саутбекова, погибли в Великой Отечественной войне. Сёстры Рабига и Магапия помогали родителям. По решению отца все дети получили разные фамилии, с целью снятия ограничений для детей родителей, подвергшихся репрессиям 30-х годов, в том числе:
- Ограничения в образовании: детям репрессированных родителей было запрещено поступать в высшие учебные заведения и получать специальности, связанные с научной работой или государственной службой.

- Ограничения в трудоустройстве: дети репрессированных родителей не могли работать в государственных органах, военных и правоохранительных структурах, а также в некоторых других отраслях экономики.

- Ограничения в перемещении: дети репрессированных родителей могли быть ограничены в праве на переезд в другие города или регионы страны.

- Статус «детей врагов народа»: некоторые дети репрессированных родителей получали статус «детей врагов народа», что могло привести к дискриминации и изоляции со стороны окружающих.

- Постоянный контроль со стороны государства: дети репрессированных родителей могли быть подвергнуты постоянному наблюдению и контролю со стороны государственных органов безопасности.

В 1937 году Лиман Сауытбек улы был репрессирован и отправлен в тюрьму без права переписки. Родители скончались в 1953 году.

#### Детство и юность
Детство Есенгали прошло в ауле. Во время войны, как и другие дети, помогал фронту на работах, к которым привлекали школьников. В Алматы его направил учиться старший брат Сейтен Саутбеков. С оформлением в алматинский интернат помог земляк Сейтена — Сабит Муканов. У Есенгали были склонности к точным наукам — математике, физике и астрономии. Учился в школе-интернате №18.
В 1948 году поступил в МГРИ. Производственную практику проходил в Забайкалье — Читинской области и в Казахстане.

#### Первые годы трудовой деятельности 1953–1956
В 1953 году после окончания МГРИ, Есенгали Лиманов был направлен в Свердловское геологоразведочное управление, а из Свердловска — в Кустанайский геологоразведочный трест. Работал прорабом, затем начальником Лисаковской и Куржункольской геологоразведочных экспедиций. Это были железорудные месторождения.
На буровых работа шла напряжённо, случались аварии, которые ликвидировались. Буровики работали круглосуточно, посменно. В результате упорного труда пятилетний план был выполнен за 3,5 года.
В 1955 году Лиманов работал в Адаевской геологоразведочной экспедиции (железорудное месторождение), а ещё через год был переведен начальником самой отдаленной Бенкалинской геологоразведочной экспедиции — в 300 км от города Костаная, на границе Кустанайской и Тургайской областей.

#### Работа в Министерстве геологии КазССР 1956–1967
Летом 1956 года, по рекомендации президента Академии Наук Каз ССР Каныша Имантаевича Сатпаева, Лиманов был принят на работу старшим инженером производственно-технического отдела Министерства Геологии КазССР. Находясь на этой должности Лиманов был одним из организаторов филиала научно-технического общества геологов и общества Всесоюзное Общество Изобретателей и Рационализаторов в Казахской ССР.
В 1960-е годы начали формироваться научные интересы Лиманова, под руководством крупных учёных Москвы в МГРИ — доктора технических наук, Б.И. Воздвиженского (первого заведующего кафедрой разведочного бурения МГРИ), доктора технических наук, заслуженного деятеля науки и техники РСФСР профессора С.А. Волкова, доктора технических наук, профессора Д.Н. Башкатова. (ссылки на учёных в книге «Юбилейная книга к 100-летию МГРИ им. Г.К. Оржаникидзе»)
Изучая технику и технологию бурения скважин, они ставили задачу найти пути обновления конструкции технических средств: это снаряды, коронки, станки и др. Внести дополнения, изменения, создавать новые эффективные методы бурения и широко внедрять в производство.
С 1960 по 1967 годы Лиманов работал заведующим лабораторией техники и технологии направленного бурения КазИМСа (Казахского института минерального сырья).
Созданное им оборудование, снаряды после испытания в лаборатории КазИМСа внедрялись в геологических партиях и на месторождениях Казахстана, и других республик СССР.
3 апреля 1965 году Лиманов успешно защитил кандидатскую диссертацию в Московском геологоразведочном институте, ему была присвоена учёная степень кандидата технических наук.
В КазИМСе под руководством Е.Л. Лиманова проводились научно-исследовательские разработки совместно с соавторами и коллегами: О.П. Леонтьев., И.Н. Страбыкин, Ф.А. Бобылев,  Ф.Д. Вытоптев, В.А. Броневский, В.А. Колбаскин, А.Я. Анищенко.

#### Работа в КазПТИ им. Ленина 1967–1992
В 1967 году Лиманов прошёл по конкурсу на заведование кафедрой «Техники и технологии бурения скважин» в Казахский политехнический институт им. Ленина (КазПТИ — ныне КазНТУ им. К.И. Сатпаева). Активно преподавал, руководил работой кафедры, принимал активное участие в жизни института, совмещая свою должность с должностью руководителя месткома профсоюзной организации учебного заведения.
В 1969 году он заявил о своём решении ввести в учебный процесс практического освоения студентами техники бурения на образцах бурового оборудования. Для реализации озвученных планов инициировал процесс обустройства учебного полигона. Целью идеи было повышение качества обучения студентов и получения ими не только теоретической базы, но и практических навыков. Настойчиво добивался выделения государством земельного участка для учебного полигона нефтяного факультета КазПТИ в городской администрации, земельных учреждениях, в Совете Министров Каз ССР, что и в итоге привело к положительному результату.
В январе 1970 году вышло распоряжение об отводе на постоянное пользование земельного участка площадью 50 гектаров для размещения учебного полигона с оборудованием и различными техническими средствами для студентов КазПТИ на берегу Капчагайского водохранилища.
Там же планировался спортивный лагерь и домики для проживания студентов, бытовые и вспомогательные сооружения. Следует отметить большую заслугу в реализации этого начинания декана нефтяного факультета — Н.Т. Туякбаева.
С оборудованием и всеми техническими средствами учебного полигона помогли нефтяники нынешнего Атырау, производственного объединения «Эмбанефть». Учебный полигон и оздоровительный лагерь функционирует по сей день, как место для проведения учебной практики и летнего загородного отдыха студентов и преподавателей. (Документы в архивах АО «Эмбамунайгаз» и Satpaev University)
Непрерывная работа и взаимодействие с Е.А. Козловским — одногруппником и соседом по общежитию Лиманова — по отстаиванию интересов КазПТИ, оказала решающее значение для утверждения финансирования строительства нефтяного корпуса КазПТИ, со стороны республиканских и союзных ведомств. Работа велась совместно с первым заместителем министра геологии КазССР Латифом Омирбековичем Кыдырбековым, начальником отдела территориального планирования и размещения производственных сил Госплана КазССР Кужаниязом Байтеновичем Исентаевым, деканом нефтяного факультета КазПТИ Ныгметом Туякбаевичем Туякбаевым.
Наряду с созданием и расширением учебно-производственной базы в 1970 г., Есенгали Лиманович Лиманов большое внимание уделял развитию научно-исследовательских работ. Им оказана практическая помощь по разработке и внедрению новых методов и технических средств направленного бурения и ликвидационного тампонажа стволов разведочных скважин геологическим организациям Казахстана, Кыргызстана, РСФСР, Таджикистана, Узбекистана и Украины.
Академик Ш.Е. Есенов в своём отзыве на диссертацию Е.Л. Лиманова писал:
«Экономический эффект от внедрения разработанных автором средств направленного бурения УНБ-КО, СНБ-КО, ОУ-1. УШО-1 и тампонажного снаряда ТС-1 в организациях Министерства геологии Казахстана составляет свыше 10 миллионов рублей». 
Под руководством Лиманова в этой специфической и сложной отрасли 17 человек подготовили и защитили кандидатские диссертации, а один — докторскую.
Е.Л. Лиманов разработал теорию направленного бурения разведочных скважин, которая была внедрена на практике сперва на западном Казахстане, после в ряде таких стран, как Украина, РСФСР, Узбекистан и Таджикистан и т.д.
В 1975 году Лиманов защитил диссертацию на соискание учёной степени доктора технических наук, при Московском геологоразведочном институте на тему: «Основные вопросы теории и практики бурения направленных скважин и ликвидации их стволов».
Он разработал теорию и запатентовал снаряд направленного бурения СНБ-3, который испытывался и был внедрён для работы сначала в Ирисуйской и Каражальской ГРП, а затем и в других ГРП. Испытания снаряда с коническим отклонителем СНБ-КО проводились также в Ирисуйской и Чатыркульской ГРП. Всего Лимановым изобретено и запатентовано 40 технических средств.
Под руководством Е.Л. Лиманова разработан метод пневмоударного бурения, который обеспечивает повышение производительности бурения на валунно-галечных отложениях в 13-15 раз, с полным отбором керна. Им же доказано, что качество ликвидационного тампонажа стволов направленных скважин влияет на методику и эффективность поисков и разведки и позволяет исключить потерю полезных ископаемых при добыче, обеспечит безопасность работ и охрану недр.
Впервые им теоретически обоснован и разработан новый способ ликвидационного тампонажа стволов разведочных скважин (авторское свидетельство Nº201275) для соляных месторождений.
Сюда можно отнести то, что профессор Е.Л. Лиманов впервые разработал и создал «алмазную коронку», которой нет аналогов. Созданные Лимановым «алмазные коронки» получили не только всесоюзное, но и международное признание. Коронки типа БИТ-59 и БИТ-76 с 1988 г. серийно выпускаются Кабардино-Балкарским заводом алмазных инструментов.

## Научная деятельность
В работах фундаментально обосновываются и развиваются новые методики поисков и разведки твёрдых полезных ископаемых направленным многозабойным бурением, даны оригинальные способы изучения структуры рудных месторождений, на стадии поисков и разведки, путём получения ориентированного керна снарядами направленного бурения.
Проведённые Е.Л. Лимановым теоретические и экспериментальные исследования, конструкторские и опытно-производственные работы позволили:
— разработать новую методику получения ориентированного керна снарядами направленного бурения, что позволяет объективно изучать структуры рудных месторождений на стадии поисков и разведки по данным буровых скважин;
— решить проблему промышленной оценки и разведки ряда месторождений полезных ископаемых с вертикальным залеганием рудных тел (Ирисуйское, Итаузское месторождения) за счёт внедрения плоскоискривлённых скважин;
— разработать методику и организовать разведку некоторых рудных месторождений полезных ископаемых многозабойными скважинами («50 лет Октября», «Миллионное», «Алмаз-Жемчужина», «Итаузское» и др ); 
— создать основу для изменения существующей методики разведки некоторых соляных месторождений Прикаспия.
В КазПТИ Е.Л. Лиманов был организатором и научным руководителем отраслевой лаборатории «Эффективные методы бурения разведочных скважин», где хоздоговорные и научно-исследовательские работы осуществлялись по темам, имеющим важное народно-хозяйственное значение.
В научно-исследовательских разработках, проводимых в проблемной лаборатории под руководством Лиманова активно участвовали доценты, старшие преподаватели, кандидаты технических наук. В том числе:
— Исследование прочности образцов тампонажных смесей, изготовленных на основе безводных солей (в соавторстве, журнал «Охрана и разведка недр», №7, 1970 г.)
— Неиспользованные резервы гидроударного бурения (в соавторстве), «Охрана и разведка недр», №7, 1972 г.
— Вопросы подъема ориентированного керна из глубоких разведочных скважин
(в соавторстве, «Нефть и газ», 1974 г.)
— Бурение с коронками с синтетическими материалами типа БИТ (в соавторстве, «Охрана и разведка недр», №10, 1987 г.)
Наряду с организацией кафедры, созданием и расширением учебно-производственной базы Е.Л. Лиманов уделял внимание повышению качества подготовки специалистов путем расширения связи, интеграции с производством. Так был открыт филиал «Техники и Технологии Разведки Южказгеологии».
Под руководством Е.Л. Лиманова в КазПТИ велась подготовка горных инженеров по специальности: «Техника и технология разведки месторождений полезных ископаемых», с ежегодным набором 50 человек на очное и 25 человек на заочное отделения.
В должности завкафедрой он вёл занятия по основным курсам:
— направленное бурение с основами кернометрии, для специальностей — 0806, 0108;
— технология и техника разведки месторождений полезных ископаемых, для специальности — 0211; 
— бурение нефтяных и газовых скважин.
Профессор Е.Л. Лиманов руководил работой «Студенческого научного общества». Его студенты: Н. Копчиков, М. Кусаинов, 3. Джукатаев, М. Шавалиев стали победителями Всесоюзных и Республиканских конкурсов.
В КазПТИ под руководством профессора Е.Л. Лиманова, за период работы на кафедре «Техники и технологии бурения скважин» с 1967 по 1992 гг. выпущены более 2000 специалистов-буровиков, которые трудятся в настоящее время в Казахстане и за рубежом.
Научно-педагогическая деятельность Лиманова успешно сочеталась с общественной работой. Он неоднократно избирался в состав парткома института, член Учёного совета института, факультета, член Высшей аттестационной комиссии института, Проблемного совета института. Редактор межведомственного сборника «Новое в бурении», член научно-методического объединения Госкомитета по народному образованию СССР.
Последние 25 лет (с 1967–1992 гг.) профессор Лиманов проработал в должности завкафедрой «Техники и технологии бурения скважин» в КазПТИ им. К.И. Сатпаева. Его научные разработки и профессорская деятельность приносили значительный положительный эффект в области бурения скважин, в совершенствовании и развитии техники и технологии в этой отрасли внедрения в производство эффективных методов бурения скважин. (ссылка на книгу К.Б. Исентаева «Из степного полустанка в большую жизнь» ст. 114-119, Е.Л. Лиманову посвящены 6 стр. книги).
Скончался 6 марта 1992 года в Алма-Ате.

## Награды
За активную трудовую, научно-педагогическую и общественную деятельность Е.Л. Лиманов награждён:
- Орденом «Знак почёта», 1966 г.;

- Орденом «Октябрьской Революции», 1985 г.;

- Лауреат Премии Госкомитета по Народному Образованию СССР в области науки;

- Почётное звание «Заслуженный деятель науки Казахской ССР», указ Президента Казахстана 26 ноября 1991 г.;

- Две серебряные медали ВДНХ СССР, 1956;

- Дипломы 1-й и 2-й степени ВДНХ Казахской ССР, 1983, 1966 гг.;

- Нагрудный знак «Изобретатель СССР»;

- Медаль «За доблестный труд»;

- Медаль «За заслуги в разведке недр»;

- Медаль «Ветеран труда», 1987 г.;

- Две бронзовые медали, 1987 г.;

- Медаль «Почётный разведчик недр СССР»,1991 г.;

- Значок «Отличник недр», 1965 г.;

- Значок «Отличник высшей школы»;

- Почётные грамоты Министерства геологии СССР;

- Почётные грамоты Министерства геологии;

- Почётные грамоты Министерства Высшего образования КазССР;

## Семья
Супруга — Сапура Махмутовна Лиманова 1930 г.р., Заслуженный врач КазССР.
Дочери — Галия 1955 г.р., Сауле г.р., 1957 г.р., Ботагоз и Жанар, 1967 г.р.

## Память
Имя Есенгали Лиманова присвоено одной из улиц города Алматы.